# Trifolium cyathiferum
Trifolium cyathiferum är en ärtväxtart som beskrevs av John Lindley. Trifolium cyathiferum ingår i släktet klövrar, och familjen ärtväxter. Inga underarter finns listade i Catalogue of Life.